# Saint-Benoît-sur-Loire
Saint-Benoît-sur-Loire (francoska izgovorjava: [sɛ̃ bənwa syʁ lwaʁ], dobesedno Saint-Benoît na Loari) je občina v departmaju Loiret v severni osrednji Franciji.

## Zgodovina
To mesto gosti Samostan Fleury (francosko Abbaye de Fleury), znano tudi kot Abbaye de Saint Benoît (samostan sv. Benedikta). Ustanovljen okoli leta 630 je med najstarejšimi samostani benediktinskega reda. Leta 660 je opat Mommolin iz Fleuryja v Saint Benoît iz Monte Cassina prenesel posmrtne ostanke sv. Benedikta Nursijskega.
Zlasti v srednjem veku je bila samostanska cerkev Saint-Benoît-sur-Loire cilj številnih romarjev. Velik ugled je užival tudi sv. Odo iz Clunya, ki je ustanovil samostansko šolo.
Samostan, znan po Livre de Jeux de Fleury (srednjeveška zbirka latinskih svetopisemskih dram iz okoli leta 1200), je bil v zgodovini večkrat oropan in poškodovan, tudi med normanskim osvajanjem in francosko revolucijo. Leta 1562 so opatijo uničili hugenoti in izgubili bogato knjižnico.
Sedanja samostanska cerkev je v romanskem slogu in je iz 11. stoletja. Trenutno v samostanu prebiva skupnost približno 40 menihov, ki še danes raje uporabljajo staro ime Fleury. Prebivalci vasi pa se imenujejo Benoîti, torej benediktinci.

## Znamenitosti
- Bazilika Saint-Benoît-sur-Loire, ki je bila prvotno samostanska cerkev samoszana Fleury, je od leta 1840 uvrščena na seznam zgodovinskih spomenikov. Zgrajena je bila od leta 1067; v samostanu, ki je bil ob njej obnovljen od leta 1944, je zdaj meniška skupnost;
- Cerkev opatije ima ležeči kip Filipa I. (1052–1108), francoskega kralja (1060–1108); v kripti hranijo relikvije svetega Benedikta Nursijskega, ki je umrl v samostanu Monte Cassino leta 547. Relikvije so konec 7. stoletja prinesli nazaj na bregove Loare.
- Le Belvédère, interpretacijski center samostana Fleury, odprt novembra 2019;
- Hiša v mestu iz 13. stoletja je od leta 1906 uvrščena med zgodovinske spomenike;
- Hiša Maxa Jacoba: stalna razstava, posvečena umetniku, v turističnem uradu;
- Grob Maxa Jacoba. Pesnikovo truplo so v skladu z njegovimi željami leta 1949 prenesli iz Drancyja v Saint-Benoît-sur-Loire. Leta 1950 se je kipar René Iché strinjal, da uporabi portret Maxa Jacoba, ki ga je naredil leta 1935, za okras svoje prijateljev grob;
- Mesto leži v posebnem varstvenem območju dolina Loare omrežja Natura 2000.

## Pobratena mesta
Od leta 1984 obstaja partnerstvo skupnosti z nemško skupnostjo Tholey v Posarju, ki je tudi znana po benediktinskem samostanu.

## Osebe
Max Jacob (1876–1944), francoski pesnik, slikar in pisatelj, je od leta 1921 do 1928 in nato ponovno od leta 1936 živel v Saint-Benoît-sur-Loire, kjer je tudi pokopan.